# Драфт расширения НХЛ 2021
Драфт расширения НХЛ 2021 года состоялся 21 июля 2021 года, где новый клуб НХЛ «Сиэтл Кракен» выбрал по одному игроку из каждой команды лиги, кроме клуба «Вегас Голден Найтс», для комплектования собственного состава. Данный драфт прошёл по правилам аналогичным драфту расширения 2017 года.

## Правила драфта

### Защита игроков
Каждый клуб мог защитить от драфта 7 нападающих, 3 защитников и 1 вратаря, либо 8 полевых игроков и 1 вратаря. Хоккеисты, имеющие в своих контрактах пункты о запрете обмена без согласия игрока, автоматически попадали в список защищённых игроков. К драфту не допускались игроки, проводящие в лиге свой первый или второй сезон, а также выбранные на входящем драфте, но не подписавшие контракт.

### Выставление игроков на драфт
Каждый клуб на драфт расширения должен был выставить как минимум:
- Одного защитника, находящегося под контрактом на сезон 2021/22 годов, сыгравшего не меньше 40 матчей в минувшем сезоне и не менее 70 за два последних;
- Не менее двух нападающих, находящихся под контрактом на сезон 2021/22 годов, сыгравших не менее 40 матчей в минувшем сезоне и не менее 70 за два последних;
- Не менее одного голкипера, находящегося под контрактом на сезон 2021/22 годов или получившего после нынешнего сезона статус ограниченно свободного агента. Клуб может выставить на драфт вратаря в статусе ограниченно свободного агента, если этот голкипер уже получил квалификационное предложение.

Хоккеистов, получивших травмы, ставящие под угрозу их карьеры, пропустивших не менее 60 последних матчей (или имеющих другие подтверждения, что травма угрожает карьере), можно выставлять на драфт расширения только с разрешения НХЛ. Таких игроков не вносят в список защищенных хоккеистов.

### Выбор игроков на драфте
«Сиэтл» выбрал по одному хоккеисту из каждого клуба НХЛ, за исключением «Вегас Голден Найтс». В итоге в составе «Кракена» появилось 30 игроков: 15 нападающих, 12 защитников и 3 вратаря.
«Сиэтл» должен был выбрать на драфте не менее 20 игроков, находящихся под контрактом на сезон 2021/22, чья совокупная средняя стоимость составила от 60% до 100% от потолка зарплат минувшего сезона. «Сиэтл» не имел права выкупать контракты хоккеистов, выбранных на драфте расширения, до лета 2022 года.

## Итоги драфта

### Вратари
| # | Игрок         | Гражданство | Прежний клуб НХЛ   |
| - | ------------- | ----------- | ------------------ |
| 1 | Крис Дригер   | Канада      | Флорида Пантерз    |
| 2 | Джоуи Даккорд | США         | Оттава Сенаторз    |
| 3 | Витек Ванечек | Чехия       | Вашингтон Кэпиталз |

### Защитники
| #  | Игрок            | Гражданство | Прежний клуб НХЛ     |
| -- | ---------------- | ----------- | -------------------- |
| 4  | Джереми Лозон    | Канада      | Бостон Брюинз        |
| 5  | Уильям Борген    | США         | Баффало Сейбрз       |
| 6  | Деннис Чоловски  | Канада      | Детройт Ред Уингз    |
| 7  | Кейл Флёри       | Канада      | Монреаль Канадиенс   |
| 8  | Гэвин Байройтер  | США         | Коламбус Блю Джекетс |
| 9  | Джейми Олексяк   | Канада      | Даллас Старз         |
| 10 | Карсон Суси      | Канада      | Миннесота Уайлд      |
| 11 | Винс Данн        | Канада      | Сент-Луис Блюз       |
| 12 | Хэйдн Флёри      | Канада      | Анахайм Дакс         |
| 13 | Марк Джиордано   | Канада      | Калгари Флэймз       |
| 14 | Адам Ларссон     | Швеция      | Эдмонтон Ойлерз      |
| 15 | Кёртис Макдермид | Канада      | Лос-Анджелес Кингз   |

### Нападающие
| #  | Игрок                 | Гражданство | Прежний клуб НХЛ    |
| -- | --------------------- | ----------- | ------------------- |
| 16 | Янни Гурд (Ц)         | Канада      | Тампа-Бэй Лайтнинг  |
| 17 | Джаред Макканн (ЛН)   | Канада      | Торонто Мейпл Лифс  |
| 18 | Морган Гики (ПН)      | Канада      | Каролина Харрикейнз |
| 19 | Натан Бастиан (ПН)    | Канада      | Нью-Джерси Девилз   |
| 20 | Джордан Эберле (ПН)   | Канада      | Нью-Йорк Айлендерс  |
| 21 | Колин Блэкуэлл (Ц)    | США         | Нью-Йорк Рейнджерс  |
| 22 | Карсон Тварински (ЛН) | Канада      | Филадельфия Флайерз |
| 23 | Брэндон Танев (ЛН)    | Канада      | Питтсбург Пингвинз  |
| 24 | Тайлер Питлик (Ц)     | США         | Аризона Койотис     |
| 25 | Джон Кенневилль (Ц)   | Канада      | Чикаго Блэкхокс     |
| 26 | Йоонас Донской (ПН)   | Финляндия   | Колорадо Эвеланш    |
| 27 | Калле Йернкрук (ПН)   | Швеция      | Нэшвилл Предаторз   |
| 28 | Мейсон Эпплтон (Ц)    | США         | Виннипег Джетс      |
| 29 | Александр Труе (Ц)    | Дания       | Сан-Хосе Шаркс      |
| 30 | Коул Линд (ПН)        | Канада      | Ванкувер Кэнакс     |